# Friedrich Wilhelm II. (Sachsen-Altenburg)

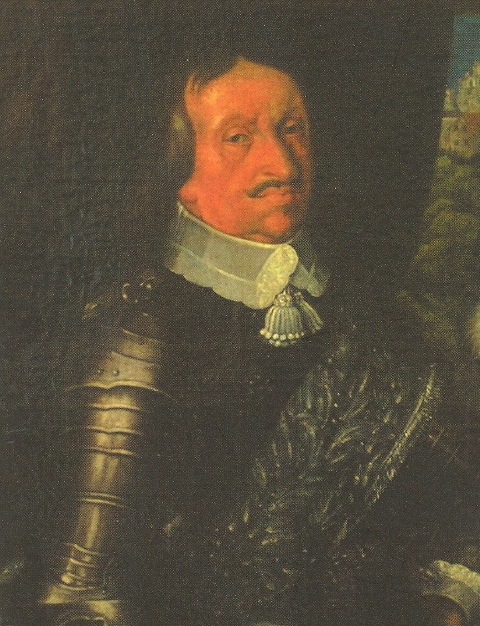
Friedrich Wilhelm II.

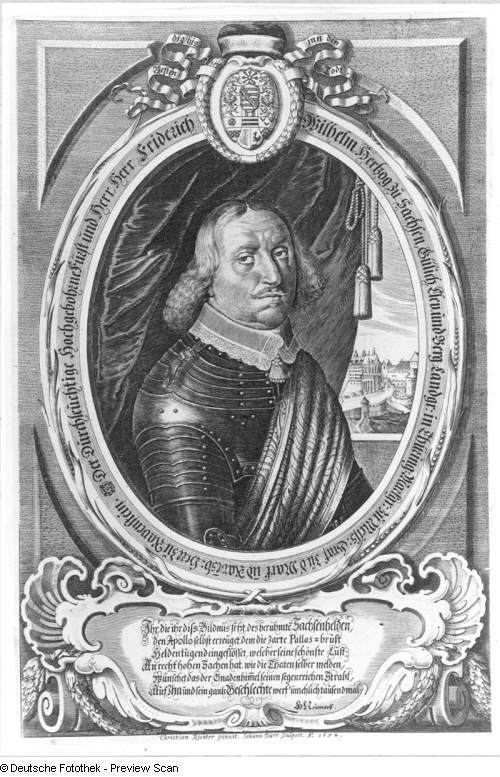
Friedrich Wilhelm II.

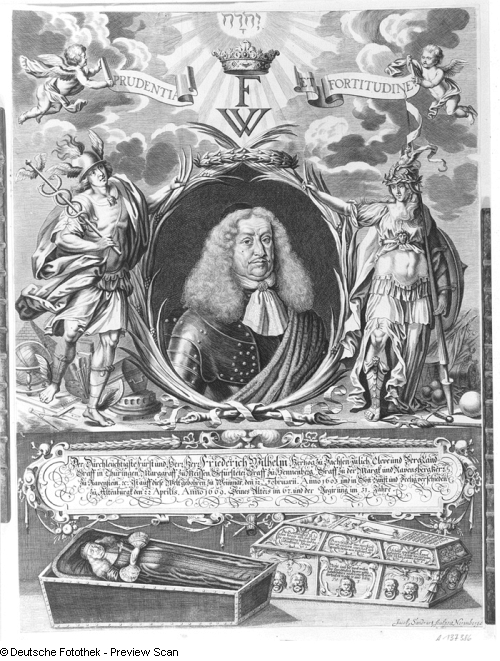
Friedrich Wilhelm II. – Denkschrift zu seinem Ableben 1669

Friedrich Wilhelm II. von Sachsen-Altenburg, genannt Posthumus (* 12. Februar 1603 in Weimar; † 22. April 1669 in Altenburg) war Herzog von Sachsen-Altenburg aus der ernestinischen Linie der Wettiner.

## Leben
Friedrich Wilhelm war der jüngste, posthum geborene Sohn des Herzogs Friedrich Wilhelm I. von Sachsen-Weimar (1562–1602) aus dessen zweiter Ehe mit Anna Maria (1575–1643), Tochter des Herzogs Philipp Ludwig von Pfalz-Neuburg.
Nach dem Tod seines Vaters erbte Friedrich Wilhelm gemeinsam mit seinen Brüdern Johann Philipp, Friedrich und Johann Wilhelm das Herzogtum Sachsen-Altenburg. Die Vormundschaft über die Prinzen führten der Kurfürst von Sachsen und deren Onkel Johann, nach dessen Tod 1605 der Kurfürst von Sachsen allein. Nach dem Jülich-Klevischen Erbfolgestreit waren die Brüder mit Jülich, Kleve und Berg belehnt worden, waren jedoch lediglich nominell Herzöge und führten das Wappen. 1612 gingen die Brüder zur weiteren Ausbildung an die Universität Leipzig. Im Jahr 1618 wurde der älteste Bruder Johann Philipp mündig und regierte selbständig. Die Brüder überließen dem Ältesten gegen die Zusicherung eines Leibgedinges zunächst zeitlich begrenzt, in einem späteren Vertrag 1624 schließlich dauernd die Regierung. Friedrich Wilhelm unternahm gemeinsam mit seinem Bruder Johann Wilhelm seine Kavaliersreise nach Italien, England, Holland, Frankreich und Ungarn.
Unter seinem Bruder Johann Wilhelm diente er auch ab 1631 in kursächsischen Diensten und nahm an der Schlacht von Leipzig teil. Zwei Jahre später wurde er Oberst und unter Hans Georg von Arnim-Boitzenburg General der Reiterei und in dessen Abwesenheit Oberbefehlshaber der kursächsischen Truppen.
Im Jahr 1639 waren alle drei älteren Brüder Friedrich Wilhelms verstorben. Er trat aus dem Militärdienst aus und wurde souveräner Herzog von Sachsen-Altenburg. Im Anschluss an den Dreißigjährigen Krieg lag das Land vollkommen darnieder. Friedrich Wilhelm konzentrierte sich auf eine auf das Allgemeinwohl gerichtete Politik. Er erließ verschiedenste Ordnungen, investierte in Kirchen- und Schulwesen und brachte den Bergbau in Saalfeld wieder zum Laufen.
Nach dem Tod des Herzogs Johann Ernst von Sachsen-Eisenach kam es mit der Linie Weimar am 13. Februar 1640 zu einer Aufteilung von dessen Ländereien. Friedrich Wilhelm erhielt dabei die Ämter Coburg, Hildburghausen, Römhild, Sonneberg, Mönchröden, Rodach, Gestungshausen, Neustadt, Schalkau und Kloster Sonnefeld. 1660 erwarb er zusätzlich einen Teil der ehemaligen Grafschaft Henneberg mit Meiningen, Themar und Behrungen. Permanente Streitigkeiten mit Sachsen-Weimar bestanden bis zu seinem Tode.
Friedrich Wilhelm II. ließ 1664 in Hummelshain ein Jagdschloss errichten. Ein Jahr später errichtete er seiner zweiten Gemahlin in Altenburg mit dem Magdalenenstift einen würdigen Witwensitz.

## Ehen und Nachkommen
In erster Ehe heiratete Friedrich Wilhelm II. am 18. September 1638 in Altenburg Sophie Elisabeth von Brandenburg (1616–1650), Tochter des Administrators von Magdeburg, Christian Wilhelm von Brandenburg. Die Ehe blieb kinderlos.
Seine zweite Ehe schloss Friedrich Wilhelm am 11. Oktober 1652 in Dresden mit Magdalena Sibylle von Sachsen (1617–1668), jüngste Tochter des Kurfürsten Johann Georg I. von Sachsen und Witwe des dänischen Kronprinzen Christian. Mit ihr hatte er folgende Kinder:
- Christian (1654–1663)
- Johanna Magdalena (1656–1686)

⚭ 1671 Herzog Johann Adolf I. von Sachsen-Weißenfels (1649–1697)
- Friedrich Wilhelm III. (1657–1672), Herzog von Sachsen-Altenburg